# Poura
Poura là  tổng của tỉnh Balé ở đông nam Burkina Faso. Thủ phủ của tổng này là thị xã Poura. Theo điều tra dân số năm 1996, tổng này có dân số 9.761 người.

## Các thị xã và các làng
Các thị xã và làng lớn nhất trong tỉnh này như sau:

- Poura	(5 883 dân) (thủ phủ)
- Basnéré	(386 dân)
- Darsalam	(587 dân)
- Kankélé	(591 dân)
- Mouhoun III	(233 dân)
- Poura-village	(1 069 dân)
- Pig-poré	(637 dân)
- Toécin	(375 dân)